# گمینا پولیچنا
گمینا پولیچنا (به لهستانی:  Gmina Policzna) یک گمینا در لهستان است که در شهرستان زوولنگ واقع شده‌است. گمینا پولیچنا ۱۱۲٫۳۵ کیلومتر مربع مساحت و ۵٬۸۹۵ نفر جمعیت دارد.